# Barrage Los Caracoles
Le barrage Los Caracoles (Embalse Los Caracoles) est un barrage hydroélectrique argentin situé en province de San Juan, sur le río San Juan, à la limite entre les départements d'Ullum et de Zonda. Il a été inauguré le 10 octobre 2008,. Le complexe fut achevé le 18 juin 2009.

## Situation
Le barrage se situe en amont du barrage d'Ullum, à l'ouest de la province de San Juan, sur la rivière de même nom. Il est construit à 53 kilomètres à l'ouest de la ville de San Juan, à la hauteur de la quebrada (gorge) de Los Caracoles. 

## Fonctions
Le barrage, une fois rempli permettra une augmentation de l'activité agricole dans la région. L'investissement total se monte à 250 millions de USD.
En outre, l'usine génèrera quelque 1.600 postes de travail directs.
Le barrage Los Caracoles a une triple fonction : générer de l'énergie électrique, accumuler de l'eau pour l'irrigation et créer de nouvelles ressources touristiques pour la province. 

## Données de base
La retenue aura un volume maximal de 550 hectomètres cubes, occupera une superficie inondée de 1 200 hectares, permettra d'avoir une réserve d'eau supplémentaire pour l'irrigation de 17 000 hectares, aura une puissance de 132 mégawatts et produira une énergie moyenne annuelle de 715 gigawattheures (GWh), soit 715 millions de kilowattheures. Le barrage, déjà construit, a 136 m de hauteur et une largeur de 620 m. Le volume de la construction est de 10 326 000 mètres cubes, il a 136 mètres de hauteur et 620 mètres de longueur de couronnement.